# جوایز هیپ هاپ کره‌ای
جوایز هیپ هاپ کره‌ای (انگلیسی: Korean Hip-hop Awards; کره‌ای: 한국 힙합 어워즈) یک مراسم اهدای جوایز سالانه موسیقی در کره جنوبی است. نخستین بار در سال ۲۰۱۷ و به میزبانی مجله‌های هیپ هاپ اینترنتی Hiphople و Hiphopplaya برگزار شد. برندگان با ۷۰٪ رأی منتقدان و ۳۰٪ رأی نتیزن‌ها از سال ۲۰۲۳ تعیین می‌شود. قبلاً با ۵۰٪ رأی منتقدان و ۵۰٪ رأی نتیزن‌ها تعیین می‌شد.